# Horace Darwin

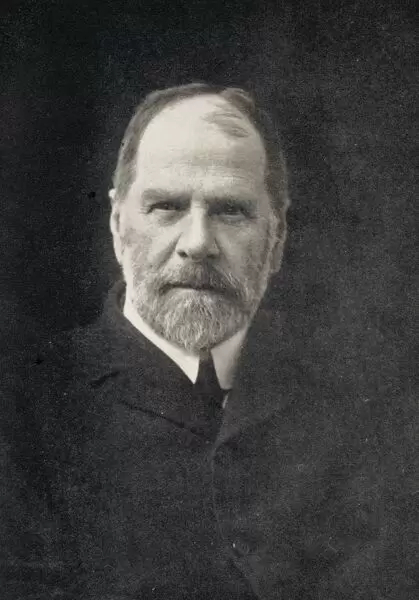
Horace Darwin

Sir Horace Darwin, KBE (* 13. Mai 1851 auf Down House in Downe; † 29. September 1928 in Cambridge) war ein britischer Bauingenieur.

## Biographie
Horace Darwin war der fünfte Sohn des berühmten Naturforschers Charles Darwin (1809–1882) und seiner Frau Emma Wedgwood (1808–1896). Seine Eltern ließen ihn auf dem Trinity College studieren. 
Zusammen mit Albert George Dew-Smith (1848–1903) gründete er 1881 die Cambridge Scientific Instrument Company, die den Elektrokardiographen von Willem Einthoven produzierte.
Horace Darwin war 1896/97 Bürgermeister von Cambridge. 1918 wurde er geadelt.
Am 10. Januar 1880 heiratete Horace Darwin in Cambridge Lady Emma Cecilia „Ida“ Farrer (1854–1946), älteste Tochter von Thomas Farrer, 1. Baron Farrer, und seiner zweiten Frau Maitland Mackintosh. 
Aus der Ehe gingen drei Kinder hervor:
- Erasmus (1881–1915), gefallen in der Zweiten Flandernschlacht
- Ruth Frances (1883–1972) ⚭ William Rees-Thomas
- Emma Nora (1885–1989) ⚭ Alan Barlow